# سپاه تفنگداران دریایی برزیل
سپاه تفنگداران دریایی برزیل (پرتغالی: Corpo de Fuzileiros Navais) سپاه تفنگدار دریایی زیرمجموعه نیروی دریایی برزیل است، که در سال ۱۸۰۸ تأسیس شد.